# Lancaster (Ohio)
Lancaster è una città degli Stati Uniti d'America, capoluogo della Contea di Fairfield nello Stato dell'Ohio. La città conta una popolazione di circa 40 000 abitanti.

## Geografia fisica
Secondo lo United States Census Bureau la città ha unìarea di 48,95 km² di cui 48,80 di terra e 0,06 di acqua.

## Storia
I primi abitanti delle regioni centrali e nel sud-est dell'Ohio furono le culture Native americane degli Adena, dei Fort Ancient e degli Hopewell, di cui alcuni reperti sono sopravvissuti, come le tombe e i tumuli cerimoniali che hanno portato alla luce vari artefatti.
Prima dell'arrivo degli europei la zona di Lancaster e della Fairfield County era abitata dai nativi Shawnee, Irochesi, Uroni e altre tribù ed era utilizzata come sentiero per i collegamenti tra di esse.
Nel 1751 il noto esploratore Christopher Gist passò per la zona mentre si dirigeva in un villaggio nativo Delaware chiamato Hockhocking.
Dopo la rivoluzione americana le terre a nord del fiume Ohio e a ovest dei monti Appalachi furono cedute dalla Gran Bretagna agli Stati Uniti e vennero così incorporati nel 1787 nel Territorio del Nord-Ovest. Ma i coloni bianchi si scontrarono con gli indiani facendo scoppiare una serie di campagne militari che terminarono nella battaglia di Fallen Timbers nel 1794 e che vennero risolte con il trattato di Greenville del 1795 e che ebbero teatro anche in Ohio. Con gli insediamenti dei pionieri in Ohio la zona venne civilizzata e resa libera dalle incursioni indiane fatto che fece speculare molto per far vendere le prime terre. Notando che questa forte speculazione potesse essere un'opportunità molto lucrosa Ebenzer Zane nel 1796 chiese al Congresso degli Stati Uniti di firmargli un contratto per la costruzione di un sentiero che partiva da Wheeling in Virginia Occidentale e terminava a Limestone in Kentucky, passando per la zona della cittadina. Come parte del progetto Zane ottenne dei terreni di vari chilometri quadrati nei punti in cui il suo tragitto attraversava i fiumi Hocking, Muskingum e Scioto. Il sentiero venne completato nel 1797. Quando i figli di Zane trasformarono i terreni ottenuti dal padre sul fiume Hocking in lotti in vendita, nacque così la cittadina di 
New Lancaster, nel 1800, nome che verrà abbreviato con un'ordinanza cittadina nel 1805. C'erano anche altri villaggi e fattorie appena fuori Lancaster come: Lithopolis, Greencastle e Royalton fatto che contribuì alla crescita e al successo iniziale del piccolo villaggio. I primi coloni erano statunitensi provenienti dall'omonima città in Pennsylvania e tedeschi. Il Giornale più vecchio e ancora operativo dell'Ohio è il Lancaster Eagle-Gazette che ha la sua sede principale in città,  esso è nato da una fusione tra il Der Ohio Adler fondato nel 1807 con l'Ohio Gazette fondato negli anni 30 dell'800. I due giornali erano accaniti rivali soprattutto durante la Guerra Civile nella quale il primo era per l'Unione mentre il secondo parteggiava per la Confederazione.